# Tupolev

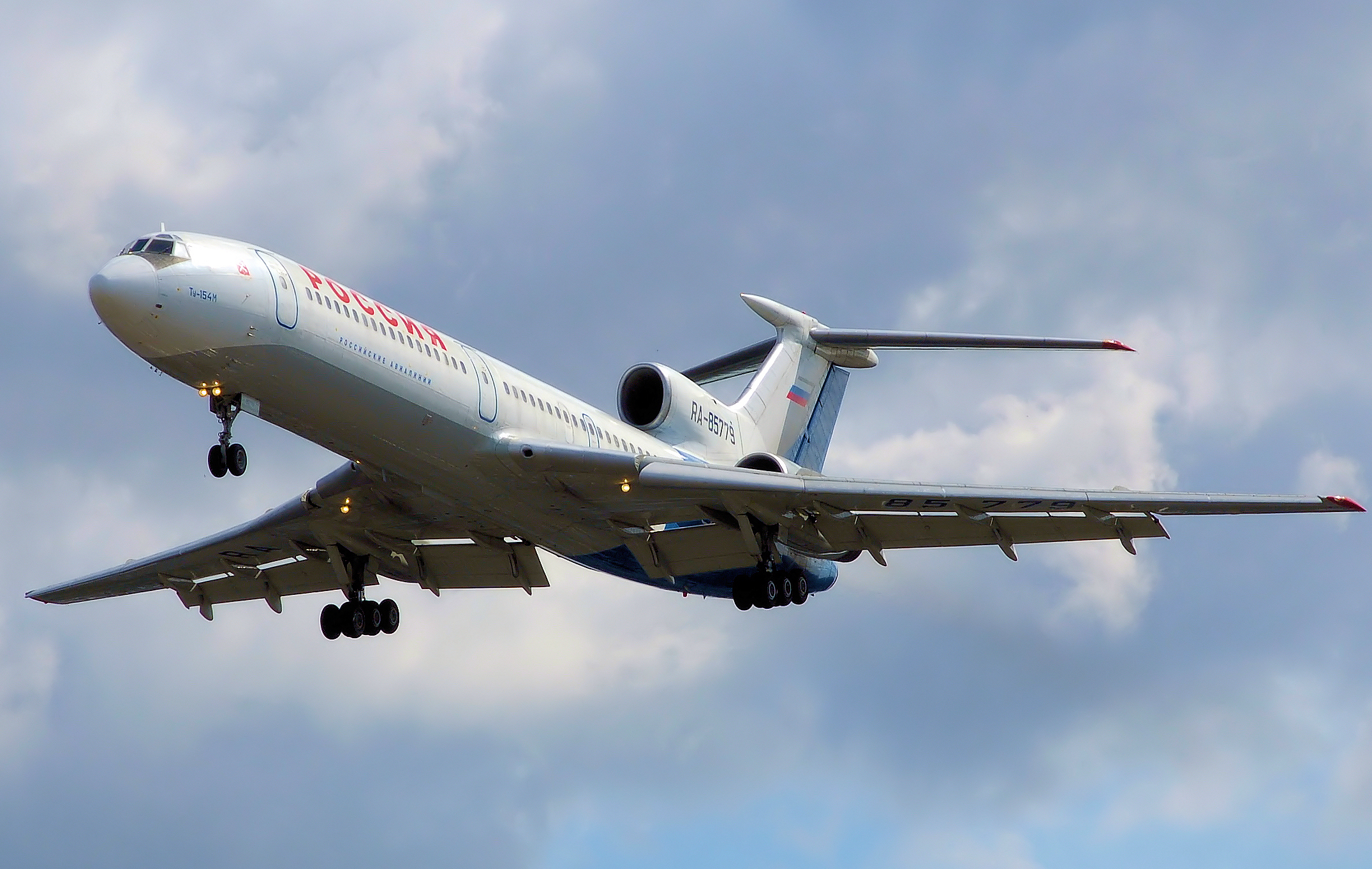
Tupolev Tu-154M

Tupolev (rusky OAO Туполев) je ruská (dříve sovětská) letecká a zbrojařská společnost se sídlem v Moskvě, nástupce OKB Tupolev (Zkušebně-konstrukční kancelář Tupolev – OKB-156) vedené konstruktérem Andrejem Tupolevem. 22. října 2002 to bylo 80. let od jejího vzniku. V roce 2006 se Tupolev spojil s firmami Mikojan, Iljušin, Irkut, Suchoj a Jakovlev do nové státní společnosti s názvem Sjednocená letecká korporace.
Zaměření firmy Tupolev je vývoj, výroba a řízení civilní a vojenské letecké výroby, jako jsou letadla a zbraňové systémy. Společnost se zabývá i vývojem technologií řízených střel a námořního letectva. Víc než 18 000 letadel od Tupoleva bylo vyrobeno pro SSSR a východní blok.
Po skončení studené války se vývoj ve firmě soustředil na podzvuková civilní letadla, zejména na provozní ekonomiku a alternativní paliva. K vývoji patří výzkum systému fly-by-wire, použití efektivních dvouproudových motorů s velkým obtokovým poměrem a pokročilá aerodynamika pro dopravní letadla 21. století jako jsou Tu-204/Tu-214, Tu-330 a Tu-334.
Na letecké show MAKS-2003 Tupolev představil koncepci nadzvukového dopravního letounu Tu-444, jehož vývoj měl být zahájen v první polovině roku 2004,, nicméně program nic dalšího nepřinesl.